# ضفدع نمري بركاني
ضفدع نمري بركاني (الاسم العلمي: Rana neovolcanica) (بالإنجليزية: Transverse Volcanic Leopard Frog)‏ هو نوع من البرمائيات يتبع جنس الضفدع الحقيقي من فصيلة الضفادع الحقيقية.